# Viasat Premier League HD
Viasat Premier League HD är en av Viasats Sportkanaler och sänder i HD. Kanalen sänder matcher från Premier League, som kommenteras av engelska kommentatorer, samt nyhetsrepotage och intervjuer. Viasat direktsänder även matcher från Premier League i Viasat Fotboll, Viasat Sport, Viasat Sport HD samt Viasat X-tra-kanalerna. Dessutom sänds även matcher i TV10. TV-rättigherna för Norden ägdes tidigare av Canal+ men den 20 mars 2010 skrevs ett avtal med MTG, MTG sålde därefter rättigheterna i Danmark och Norge till TV2 Danmark och TV2 Norge. Därefter har de också köpt rättigheterna för Baltstaternas och Bulgarien.
Kanalen sänder i Sverige, Estland, Lettland och Litauen, i Danmark sänder Viasat istället TV2 Sport Premier League och TV2 Sport Premier League HD som ett samarbete med TV2 Danmark. I Norge sänds matcherna istället i TV2 Premier League HD, TV2 Premier League HD 2 och TV2 Premier League HD 3 hos Viasat